# Alexis De Sart
Alexis De Sart (Borgworm, 12 november 1996) is een Belgische voetballer. Hij is een middenvelder en staat sinds juli 2019 onder contract bij Royal Antwerp FC. De Sart werd tot het einde van het seizoen 2021/22 verhuurd aan OH Leuven.

## Carrière

### Jeugd
Alexis De Sart voetbalde net als zijn oudere broer Julien De Sart bij de jeugd van Stade Waremmien alvorens de overstap te maken naar de jeugdacademie van Standard Luik. Terwijl Alexis en Julien bij de jeugd van Standard speelden, werd hun vader, oud-voetballer Jean-François De Sart, technisch directeur van de club.

### Standard Luik
Op 30 juli 2015 maakte De Sart in de UEFA Europa League-voorronde tegen FK Željezničar zijn officieel debuut voor Standard. Hij mocht toen van coach Slavoljub Muslin na 54 minuten invallen voor zijn broer Julien. Standard won het duel met 2-1.

### Sint-Truidense VV
Op 3 januari 2016 maakte De Sart de overstap naar het Limburgse STVV. Hij maakte zijn debuut op 23 januari in de verloren wedstrijd tegen KVC Westerlo. De Sart wist hier met verloop van tijd een basisplaats af te dwingen.

### Antwerp
In de zomer van 2019 maakte Royal Antwerp FC bekend dat het De Sart aangetrokken had, hij tekende er een contract voor 5 seizoenen. Hij is tot het einde van het seizoen 2021/22 verhuurd aan OH Leuven met een aankooptie

## Statistieken
| Seizoen                          | Club              | Land   | Competitie         | Competitie | Competitie | Beker | Beker | Supercup | Supercup | Europees | Europees | Totaal | Totaal |
| Seizoen                          | Club              | Land   | Competitie         | Wed.       | Dlp.       | Wed.  | Dlp.  | Wed.     | Dlp.     | Wed.     | Dlp.     | Wed.   | Dlp.   |
| -------------------------------- | ----------------- | ------ | ------------------ | ---------- | ---------- | ----- | ----- | -------- | -------- | -------- | -------- | ------ | ------ |
| 2015/16                          | Standard Luik     | België | Jupiler Pro League | 0          | 0          | 0     | 0     | —        | —        | 2        | 0        | 2      | 0      |
| 2015/16                          | Sint-Truidense VV | België | Jupiler Pro League | 6          | 0          | 0     | 0     | —        | —        | —        | —        | 6      | 0      |
| 2016/17                          | Sint-Truidense VV | België | Jupiler Pro League | 11         | 0          | 0     | 0     | —        | —        | —        | —        | 11     | 0      |
| 2017/18                          | Sint-Truidense VV | België | Jupiler Pro League | 36         | 5          | 2     | 0     | —        | —        | —        | —        | 38     | 5      |
| 2018/19                          | Sint-Truidense VV | België | Jupiler Pro League | 39         | 6          | 1     | 0     | —        | —        | —        | —        | 40     | 6      |
| 2019/20                          | Royal Antwerp FC  | België | Jupiler Pro League | 23         | 1          | 4     | 0     | —        | —        | 4        | 0        | 31     | 1      |
| 2020/21                          | Royal Antwerp FC  | België | Jupiler Pro League | 8          | 0          | 1     | 0     | —        | —        | 0        | 0        | 9      | 0      |
| 2021/22                          | Royal Antwerp FC  | België | Jupiler Pro League | 2          | 0          | 0     | 0     | —        | —        | 0        | 0        | 2      | 0      |
| 2021/22                          | → OH Leuven       | België | Jupiler Pro League | 6          | 1          | 0     | 0     | —        | —        | —        | —        | 6      | 1      |
| TOTAAL                           | TOTAAL            | TOTAAL | TOTAAL             | 122        | 12         | 7     | 0     | 0        | 0        | 6        | 0        | 136    | 12     |
| Bijgewerkt t/m 29 augustus 2021. |                   |        |                    |            |            |       |       |          |          |          |          |        |        |

## Familie
Alexis is de zoon van oud-voetballer van RFC Liège  en voormalig sportief directeur van Standard Jean-François De Sart en de broer van Julien De Sart, die anno 2021 voor KAA Gent uitkomt.
1 Leysen ·
3 Shlomo ·
5 Ngawa ·
6 Dom ·
7 Thorsteinsson ·
8 Schrijvers ·
9 Brunes ·
10 Holzhauser ·
11 Banzuzi ·
13 Kiyine ·
14 Ricca ·
15 N'Dri ·
16 Prévot ·
17 Mueanta ·
18 Miguel ·
20 Mendyl ·
21 Opoku ·
22 Calut ·
23 Schingtienne ·
28 Pletinckx ·
33 Maertens  ·
37 Taildeman ·
38 Ravet ·
43 Nsingi ·
52 Sagrado ·
77 Vlietinck ·
88 Maziz ·
Coach: García